# Виршвайлер
Виршвайлер (нем. Wirschweiler) — община в Германии, в земле Рейнланд-Пфальц. 
Входит в состав района Биркенфельд. Подчиняется управлению Херрштайн.  Население составляет 332 человека (на 31 декабря 2010 года). Занимает площадь 10,26 км².